# Address Downtown
Il Address Downtown (in arabo: فندق العنوان داون تاون), chiamato precedentemente Address Downtown Dubai, è un grattacielo residenziale di 63 piani alto 302,2 metri situato a Dubai, negli Emirati Arabi Uniti.